# 威菲路軍營
威菲路軍營（英語：Whitfield Barracks，俗稱摩囉兵房），是香港九龍尖沙咀昔日的一個駐港英軍軍營，現時原址已成為九龍公園。

## 歷史
1860年，英國獲得九龍半島，當時已有英軍在尖沙咀一帶設立帳幕駐紮部隊。軍方於1892年正式興建威菲路軍營，名稱是紀念英軍中將威菲路。到了1910年，80多座兩層高的兵房相繼落成。香港日佔時期，軍營曾被日軍改為集中營，至香港重光後恢復原有用途。
1961年，當時政府正準備籌建香港中文大學，此軍營為中大五個選址之一，但最後選擇沙田南部（現顯徑邨）選址（之後更改於馬料水崇基山現址建校，於1969至1973年間竣工）。
1967年，威菲路軍營正式關閉，該址移交予市政局發展為文娛康樂用途。1970年，該處開闢為九龍公園，原有建築多被拆卸，只保留了4座1910年興建的兵房。公園曾於1988-1989年擴建及局部重建，由關善明建築師事務所設計。

## 現存建築

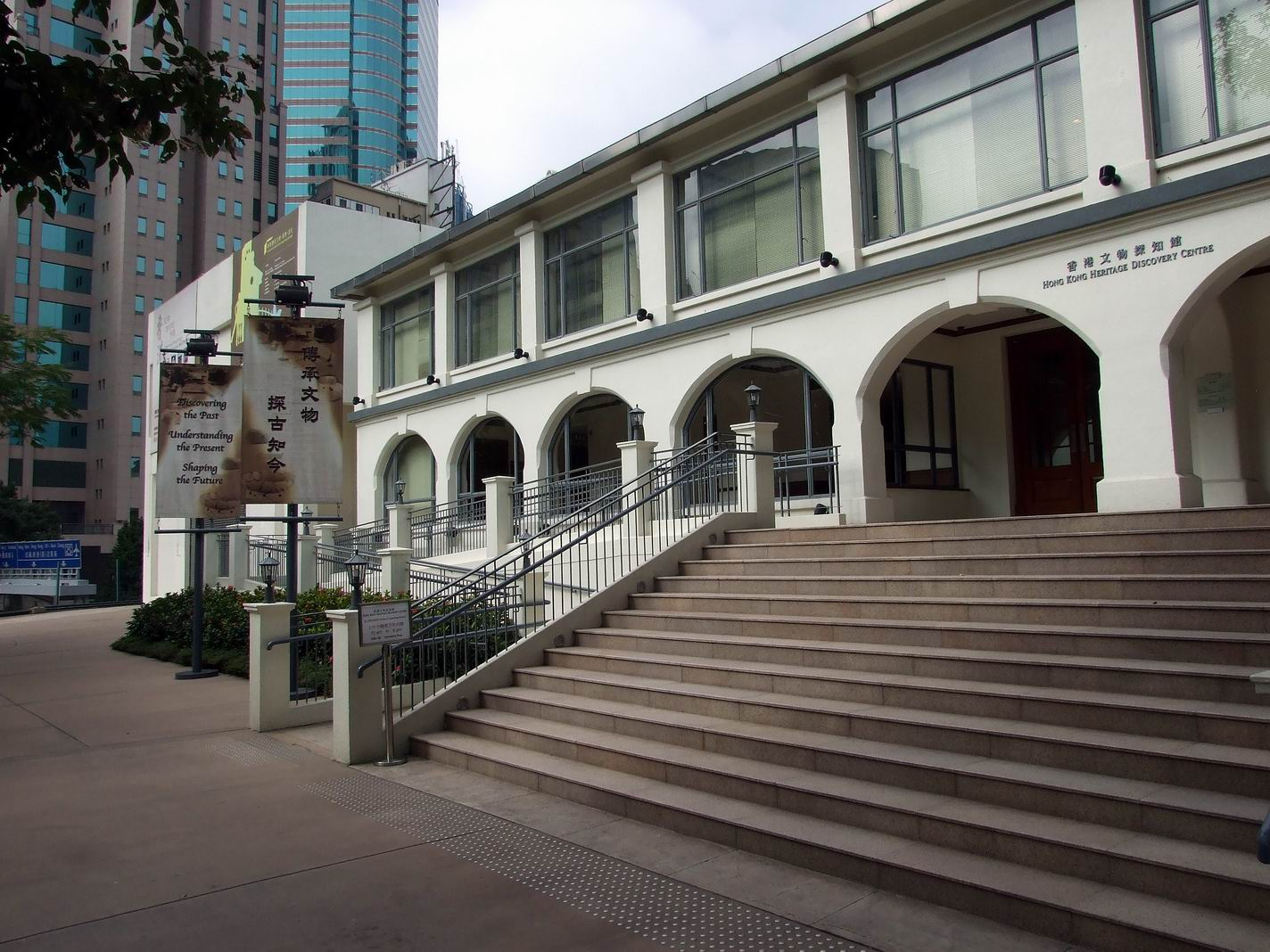
香港文物探知館

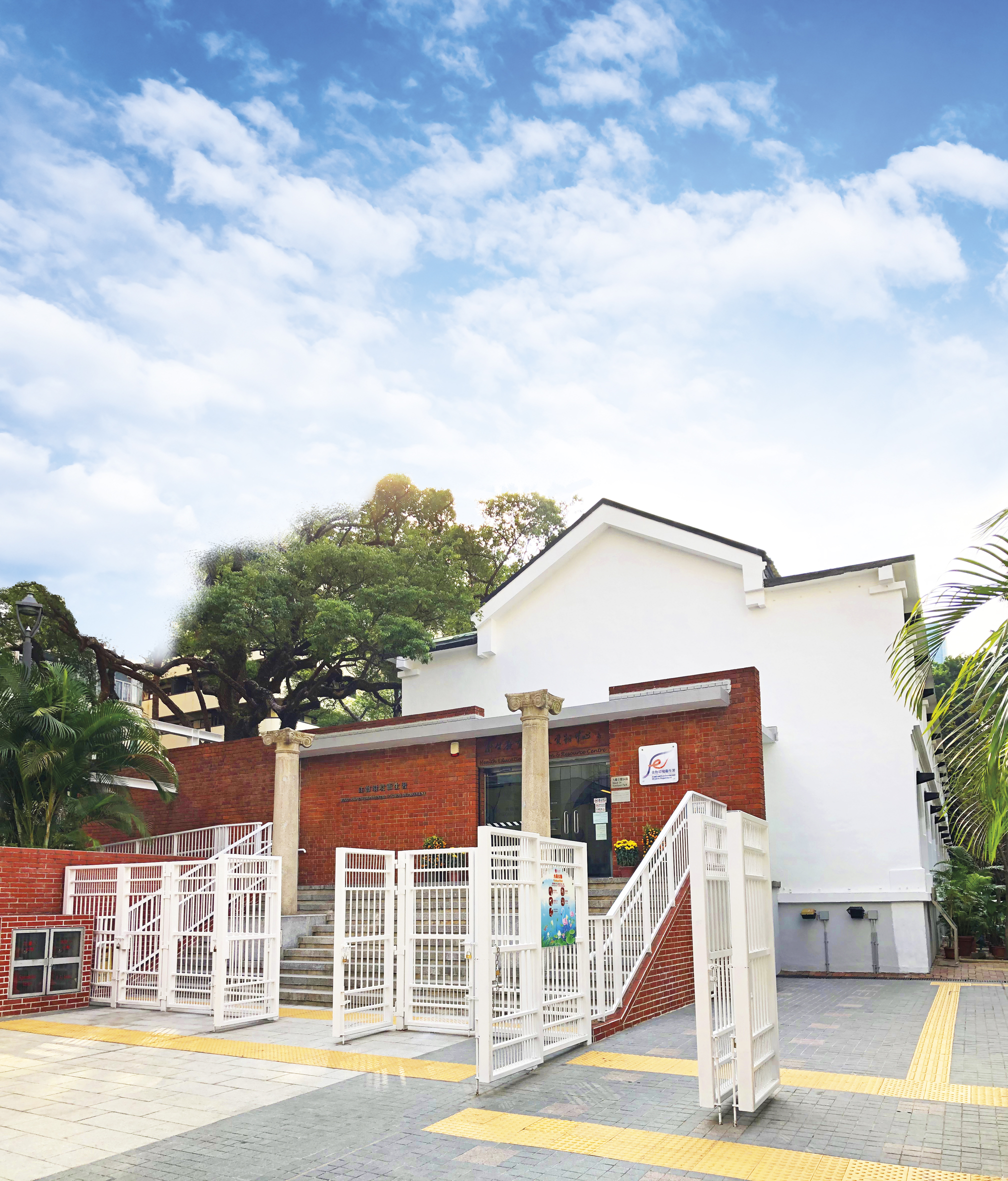
衛生教育展覽及資料中心

威菲路軍營西面入口及護牆直今仍然存在。而西南面的牆角，則保留著一塊W.D.5的界石。營房方面，仍有4座存在，分別是S4、S58、S61及S62。其中S61和S62座曾於1983至1998年間用作香港歷史博物館的臨時館址。現時，S4座是衞生教育展覽及資料中心；S58座為香港考古學會會址，並不對外開放；S61及S62座則是香港文物探知館。
此外，威菲路軍營的地道網、防空洞及地下室仍然存在於九龍公園的地底，但一直未有開放。